# Défendu (film)
Pour plus de détails, voir Fiche technique et Distribution.
Défendu (Breathe In) est un film américain réalisé par Drake Doremus en 2013.
Il est présenté hors compétition le 19 janvier 2013 au Festival de Sundance.

## Synopsis
Keith Reynolds, professeur de musique et violoncelliste, sa femme Megan et leur fille Lauren décident d'accueillir chez eux Sophie, une lycéenne anglaise, dans le cadre d'un programme d'échange scolaire. Keith voit alors resurgir un aspect refoulé de sa personnalité au contact de la jeune fille…

## Fiche technique
- Titre original : Breathe In
- Titre français : Défendu
- Réalisation : Drake Doremus
- Scénario : Drake Doremus, Ben York Jones
- Costumes : Emma Potter
- Photographie : John Guleserian
- Musique : Dustin O'Halloran
- Production : Steven M. Rales, Mark Roybal, Jonathan Schwartz, Andrea Sperling
- Sociétés de production : Indian Paintbrush, Super Crispy Entertainment
- Pays de production :  États-Unis
- Langue originale : anglais
- Genre : Drame
- Durée :  98 minutes
- Dates de sortie[3] : 
  - États-Unis : 19 janvier 2013 (Festival du film de Sundance 2013, première mondiale) ; 28 mars 2014 (sortie limitée)
  - Royaume-Uni, Irlande : 19 juillet 2013
  - France : 5 septembre 2013 (Festival du cinéma américain de Deauville 2013) ; 1er février 2017[4] (en VOD)
- Sortie DVD : 
  - Allemagne : 3 janvier 2014 (DVD / Blu-ray première)
  - États-Unis : 12 août 2014 par Cohen Media Group
  - France : 4 janvier 2023 (DVD)

## Distribution
- Guy Pearce (VF : Philippe Valmont) : Keith Reynolds
- Felicity Jones : Sophie
- Mackenzie Davis : Lauren Reynolds
- Amy Ryan : Megan Reynolds
- Brendan Dooling : Ryan
- Kyle MacLachlan : Peter Sebeck
- Alexandra Wentworth : Wendy Sebeck
- Lucy Davenport : la mère de Sophie
- Ben Shenkman : Sheldon
- Matthew Daddario : Aaron
- Hugo Becker : Clément
- Brock Harris : Paul

 Source et légende : version française (VF) sur RS Doublage

## Distinctions

### Nominations et sélections
- AFI Fest 2013
- Festival du cinéma américain de Deauville 2013 : sélection officielle
  - Nomination au Prix de la Révélation Cartier pour Drake Doremus
  - Nomination au Grand Prix pour Drake Doremus
  - Nomination au Prix du Jury pour Drake Doremus
  - Nomination au Prix de la critique internationale pour Drake Doremus
  - Nomination au Prix du Public pour Drake Doremus
- Festival international du film des Hamptons 2013
- Festival du film de Sundance 2013 : sélection hors compétition « Premieres »
- Festival du film de Sydney 2013 : sélection « Features »